# Caetaria
Caetaria o más correctamente Cetaria fue un lugar de época romana situado en el término municipal de Algeciras, nombrado por Ptolomeo en el siglo II con el nombre de Cetaria y por el Anónimo de Rávena en el siglo VII con datos del siglo IV con el nombre de Cetraria.
En su origen fue una factoría de salazón fundada probablemente antes del siglo I a. C.. Pues el nombre latino Cetaria deriva del latín cetus, que significa  “pez de gran tamaño” y es préstamo de la palabra griega ketos, de la que deriva cetáceo y que puede significar monstruo acuático (atún o ballena).
Estuvo situada en el camino entre Algeciras y Tarifa y debió de albergar edificios destinados a los viajeros. Tal vez estuviera en la ensenada de Getares lindando con el actual núcleo urbano de Algeciras y a 20 metros de la playa y cerca del río Pícaro. La arqueología ha localizado en este lugar restos de varias piletas de salazón similares a las de otras ciudades del estrecho como Baelo Claudia e Iulia Traducta, además de otros restos de construcciones no identificadas, y numerosas ánforas y cepos de anclas en la zona de costa inmediatamente cercana.
Además, el topónimo del lugar en el que se encuentra, Getares, podría proceder de una deformación de un derivado del nombre de Cetaria, que en la Edad Media el rey Alfonso XI en su crónica nombra el lugar como Xetares.
Tanto el nombre Cetaria como los hallazgos arqueológicos de Getares corresponden a un lugar dedicado a la pesca de atunes mediante la técnica de la almadraba y a la elaboración de diversos productos tales como salazones y garum durante el siglo I. Quizás su industria se relacionaba con las factorías de salazones localizadas en el centro de Algeciras correspondientes a Iulia Traducta y a las salinas y alfares de Portus Albus en la playa del Rinconcillo. El asentamiento fue abandonado definitivamente en el siglo VI, momento en que las ciudades romanas del estrecho entraban en declive o desaparecían, y no aparece mencionada en las fuentes escritas durante la conquista árabe de la península ibérica.
Los restos arqueológicos de Cetaria permanecen soterrados en un terreno privado desde su excavación en los años ochenta del siglo XX.